# ديك ماكغراث
ديك ماكغراث (بالإنجليزية: Dick McGrath)‏ هو لاعب كرة قدم أمريكية أمريكي، ولد في 30 يونيو 1901 في وينثروب ‏ في الولايات المتحدة، وتوفي في 23 أكتوبر 1965 في فرجينيا بيتش في الولايات المتحدة.